# Sociedade do Periquito

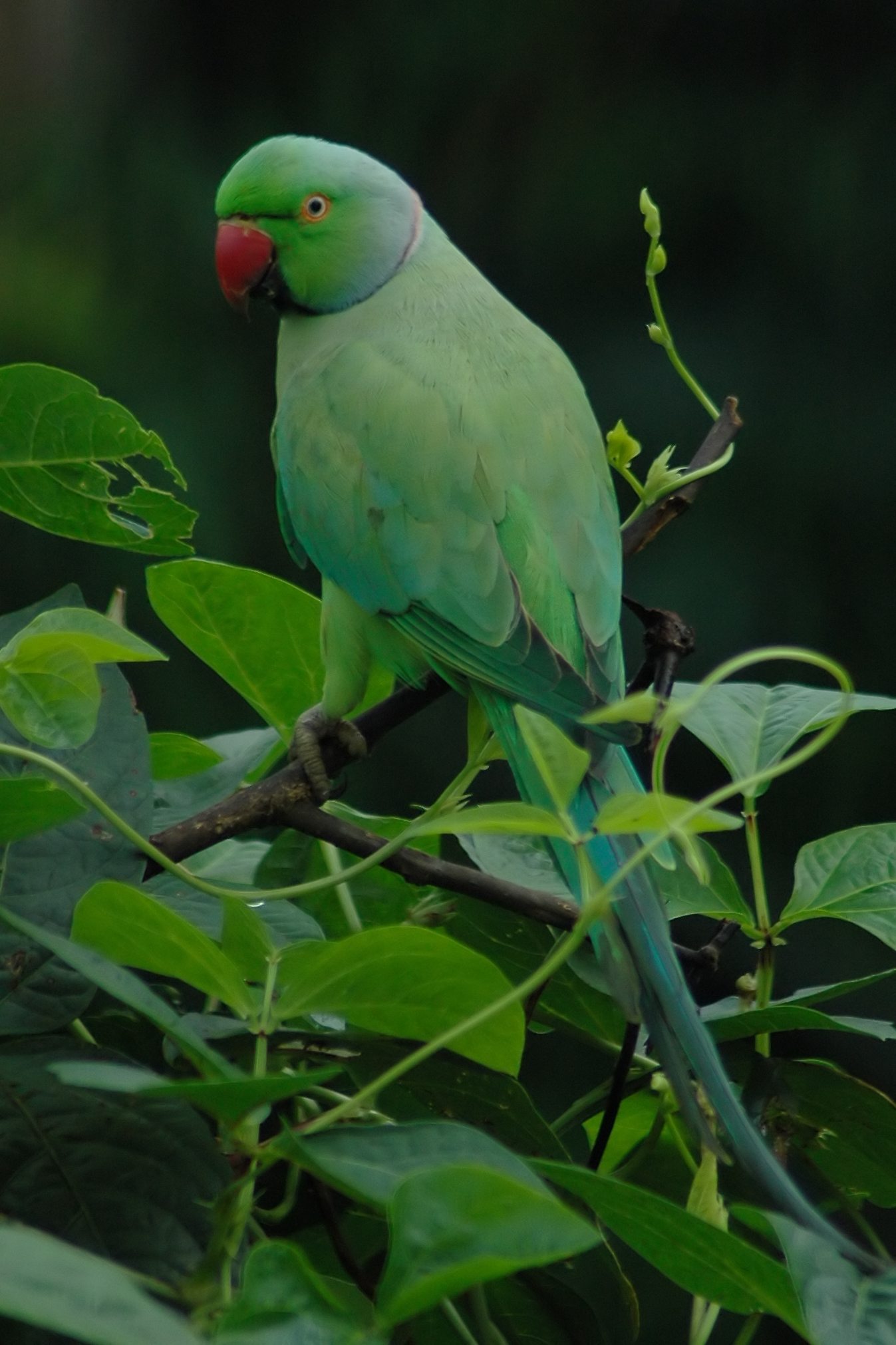
O piriquito era o símbolo da Sociedade.

A Sociedade do Periquito (em alemão:  Sittichgesellschaft), era uma união dos inimigos de Luís VII, o Barbudo, duque da Baviera-Ingolstadt. Foi fundada em 17 de abril de 1414 pelo seu primo, Henrique XVI, duque da Baviera-Landshut. Os outros membros da sociedade eram Ernesto I, duque da Baviera-Munique, o seu irmão, Guilherme III e João do Palatinado-Neumarkt.
Em 16 de fevereiro de 1415, Frederico de Nuremberga e o Eleitor Palatino Luís III tornaram-se membros da Sociedade. Os seus membros encontraram-se em 18 de julho de 1415, no Concílio de Constança, transformando a sociedade numa união para defesa mútua contra Luís VII, a Liga de Constança, que deveria existir até à morte de Luís VII.
Todos os membros da Sociedade do Periquito eram príncipes. O símbolo da sociedade, um periquito, tinha a intenção de troçar do brasão de Luís, que incluía os corvos de Osvaldo da Nortúmbria.